# 大祭司 (犹太教)
大祭司（希伯来语： כהן גדול，Kohen Gadol或Kohen ha-Gadol）是早期犹太教最高宗教领袖的头衔（从以色列人出埃及后在旷野漂流时期到第二耶路撒冷圣殿被毁）。大祭司与所有祭司一样，只有身為亞倫的后裔才可以担任。 

## 祭祀
第一次献祭由摩西执行，

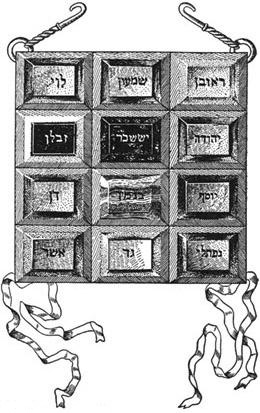
大祭司的胸牌

大祭司是犹太祭司制度中居最高地位的人，兼任犹太最高议会主席职。每年赎罪日大祭司必须进入圣殿的至圣所，为他自己和以色列人的罪献祭。